# San Pietro al Natisone
San Pietro al Natisone – miejscowość i gmina we Włoszech, w regionie Friuli-Wenecja Julijska, w prowincji Udine.
Według danych na rok 2004 gminę zamieszkiwało 2156 osób, 89,8 os./km².

## Współpraca
Miejscowość partnerska:
- Sambreville, Belgia